# 溶剂红26
溶剂红26是一种枣红色的人工合成偶氮类溶剂染料，化学式C25H22N4O，也称作“油红EGN”（Oil Red EGN）或C.I. 26120，难溶于水，可溶于油性溶剂。